# Фейсал аль-Фаєз
Фейсал аль-Фаєз (араб. فيصل الفايز; нар. 22 квітня 1952) — йорданський політик, голова уряду Йорданії від жовтня 2003 до квітня 2005 року.

## Життєпис
Навчався у Кардіффі та Бостоні.
Від 1979 до 1983 року був консулом у посольстві Йорданії в Брюсселі. Після цього обіймав адміністративні посади в міністерстві оборони. До формування власного кабінету очолював міністерство у справах королівського двору.